# Folke Pudas
Folke Ansgar Pudas, född 2 juli 1930 i Hietaniemi, död 28 juli 2008 i Övertorneå, var en svensk taxiförare som tillsammans med sin son Bengt miste sitt trafiktillstånd och inte fick saken prövad i domstol. Han hungerstrejkade i en låda på Sergels torg i Stockholm under tre månader 1983.
Han drog då frågan inför Europadomstolen, som 1987 slog fast att Norrbottens länsstyrelse och Sveriges regering handlat fel. Sverige införde då en ny lag, Lex Pudas, för att förhindra liknande fall.
I mitten av 2001 stämde han Svenska kyrkans kyrkoherde i Övertorneå, Lars-Olof Kevnell, på 200 000 svenska kronor. Pengarna hade han donerat 1997 till att investera i ett projekt i Skåne, men tyckte han fick för lite avkastning. Fallet drogs inför Haparanda tingsrätt.